# Sarkoidoza
Sarkoidóza je sistemska, napredujoča večorganska bolezen neznanega vzroka, pri kateri nastajajo v telesu nenormalni skupki vnetnih celic, imenovani granulomi. Ti so podobni kot pri tuberkulozi. Bolezen se običajno pojavi v pljučih, koži ali bezgavkah, redkeje pa so prizadeti jetra, oči, srce in možgani. Lahko pa prizadene katerikoli organ v telesu. Bolezenski znaki in simptomi so odvisni od tega, kateri organ je prizadet. Pogosto so bolniki brezsimptomni ali pa so simptomi le blagi. Če so prizadeta pljuča, se lahko pojavijo težko dihanje, kašelj, zasoplost, bolečine v prsih. Pri nekaterih bolnikih se pojavi Löfgrenov sindrom, ki se kaže z vročino, povečanimi bezgavkami, artritisom in izpuščajem (nodozni eritem). Pojavlja se v akutni in kronični obliki.
Vzrok bolezni ni pojasnjen; domnevno gre za posledico imunskega odziva na izpostavljenost dražljaju, kot so okužbe ali določene snovi, in sicer pri osebah z genetsko predizpozicijo. Osebe z družinsko obremenitvijo z boleznijo imajo večje tveganje, da bodo tudi same zbolele. Diagnoza temelji na simptomih in bolezenskih znakih, v pomoč pa je lahko tudi biopsija prizadetega tkiva. Na bolezen kažejo povečane bezgavke obojestransko ob spodnji strani pljuč, povečane vrednosti kalcija v krvi (hiperkalcemija) ob normalnih ravneh parathormona ali povečane ravni angiotenzin pretvarjajočega encima v krvi. Za postavitev diagnoze je treba izključiti druge morebitne bolezni s podobno simptomatiko, kot je tuberkuloza.
Sarkoidoza lahko v nekaj letih spontano izzveni brez posebnega zdravljenja, pri nekaterih bolnikih pa gre za dolgotrajno in lahko tudi hudo bolezen. Protivnetna zdravila, kot je ibuprofen, lahko ublažijo nekatere simptome. Steroidi, na primer prednizon, se uporabljajo, kadar bolezen povzroča znatne težave. Včasih se uporabljajo zdravila, kot so metotreksat, klorokin ali azatioprin. Smrtnost je 1–7-odstotna. Tveganje za ponovitev bolezni po tem, ko je le-ta popolnoma izzvenela, je manj kot 5-odstotno.
Leta 2015 je bilo v svetu okoli 1,9 milijona bolnikov s pljučno sarkoidozo in pljučno intersticijsko boleznijo; umrlo je okoli 122.000 bolnikov. Pogostejša je v Skandinaviji, pojavlja pa se po vsem svetu. V ZDA je pogostejša med pripadniki črne rase. Običajno se pojavi v starosti od 20 do 50 let, pogostejša pa je pri ženskah. Prvi jo je opisal angleški zdravnik Jonathan Hutchinson leta 1877, in sicer kot nebolečo kožno bolezen.

## Znaki in simptomi
Sarkoidoza je sistemska vnetna bolezen, ki lahko prizadene katerikoli organ, vendar lahko poteka tudi povsem brezsimptomno. Pri okoli 5 % bolnikov jo diagnosticirajo po naključju. Med pogoste simptome, ki so nespecifični, spadajo utrujenost (ki je neodvisna od spanca in se pojavlja pri okoli 85 % bolnikov), pomanjkanje energije, izguba telesne teže, bolečine v sklepih (pri okoli 70 % bolnikov), artritis (14–38 % bolnikov), suhe oči, otekanje kolen, meglen vid, zadihanost, suh in sunkovit kašelj ter kožne lehe. V redkejših primerih lahko pride tudi do izkašljevanja krvavega izmečka. Prisotni so lahko tudi duševni simptomi, ki vključujejo tesnobo in depresijo ter so povezani z utrujenostjo. Simptomi na koži so različni, od izpuščaja in vozličev do nodoznega eritema, anularnega granuloma ali lupusa pernio. Lahko povzroča podobne znake kot rak, kar otežuje diferencialno doagnostiko.
Kadar so pridotni nodozni eritem, vročina, bilateralna hilusna limfadenopatija in bolečine v sklepih (artralgije), govorimo o Löfgrenovem sindromu. Le-ta kaže na sorazmerno ugodno prognozo in se pogosteje pojavlja pri bolnikih iz Skandinavije.

### Dihala
Zdaleč najpogosteje so pri sarkoidozi prizadeta pljuča, in sicer se prizadetost pljuč kaže pri več kot 90 % bolnikov. Pri okoli 50 % bolnikov so prisotne trajne spremembe v pljučih, pri 5–10 % pa pride do napredujoče fibroze pljučnega parenhima. Pljučna sarkoidoza je primarno intersticijska pljučna bolezen, pri kateri vnetje zajema pljučne mešičke, male bronhuse in manjše žile. Pri akutni ali subakutni bolezni se ob telesnem pregledu običajno slišijo poki v pljučih. Pri vsaj 5 % bolnikov je prisotna pljučna arterijska hipertenzija. Pri 5 do 10 % primerov so prizadeta tudi zgornja dihala, vključno z grlom, žrelom in obnosnimi votlinami.

### Koža
Sarkoidoza prizadene kožo pri 9 do 37 % bolnikov; kožna prizadetost je pogostejša pri Afroameričanih. Koža je za pljuči drugi najpogosteje prizadet organ pri sarkoidozi. Najpogostejše kožne lezije pri sarkoidozi so nodozni eritem, kožne lehe (plaki), makulopapularni izpuščaj, podkožni vozliči in lupus pernio. Zdravljenje načeloma ni potrebno, saj lezije pravilo izzvenijo samoodsebno v dveh do štirih tednih. Čeprav so kožne spremembe pri sarkoidozi lahko moteče zaradi videza, redko povzročajo hude težave. Na lasišču lahko sarkoidoza povzroči difuzne predele izpadanja las.

### Oči
Oči so prizadete pri okoli 20 % bolnikov (različni podatki navajajo od 10 do 90 %).  Očesna prizadetost se najpogosteje kaže kot uveitis, na primer iridociklitis, lahko pa tudi kot horioretinitis (vnetje mrežnice in horoidee), keratokonjunktivitis (vnetje roženice in veznice) in kot konjunktivalni folikli. Nezdravljena sarkoidoza oči lahko povzroči sekundarni glavkom, sivo mreno in oslepitev.

## Zdravljenje
Pristopi k zdravljenju se med bolniki razlikujejo. Pri vsaj polovici bolnikov sistemsko zdravljenje ni potrebno. V večini primerov (pri več kot 75 %) zadošča le simptomatsko zdravljenje z nesteroidnimi protivnetnimi zdravili, kot sta ibuprofen in aspirin. Pri bolnikih s prizadetostjo pljuč, a brez hudih simptomov, običajno zadošča spremljanje aktivne pljučne sarkoidoze brez zdravil dva ali tri mesece; če se bolezen v tem času ne umiri, pa se uvede zdravljenje z zdravili.
Glavne skupine zdravil za zdravljenje sarkoidoze so glukokortikoidi, antimetaboliti in biološka zdravila (zlasti monoklonska protitelesa proti tumorje nekrotizirajočem faktorju).